# Neobisium absoloni
Neobisium absoloni är en spindeldjursart som beskrevs av Beier 1938. Neobisium absoloni ingår i släktet Neobisium och familjen helplåtklokrypare.

## Underarter
Arten delas in i följande underarter:
- N. a. absoloni
- N. a. grande
- N. a. tacitum